# استیبل کوین
اِستِیبل کوین یا سکه ی پایدار (به انگلیسی: stablecoin نوعی ارز دیجیتال است که برپایه ی یک دارایی ارزش گذاری می‌شود. این دارایی می‌تواند پول فیات، طلا، کالاهایی مانند فلزات گرانبها یا ارزهای دیجیتال دیگری باشد. استیبل کوین‌ها معمولاً بدون بهره هستند و سودی برای دارنده ندارند. «تتر» پر استفاده ترین استیبل کوین دنیا است.

## تتر
تتر (Tether) که با نام USDT هم شناخته می‌شود؛ به عنوان اولین و بزرگ‌ترین استیبل کوین در بازار رمزارزها شناخته می‌شود. نسبت تتر با دلار ۱:۱ است؛ یعنی قیمت هر تتر برابر با یک دلار آمریکا است. یعنی هزار تتر معادل با هزار دلار است. این استیبل کوین در ماه جولای سال ۲۰۱۴ (تیر ۱۳۹۳) توسط شرکت آیفینکس (iFinex) راه‌اندازی شد. در حال حاضر اکثر صرافی‌ها از ارز دیجیتال USDT پشتیبانی می‌کنند و بیشترین حجم معاملات روزانه در بین ارزهای دیجیتال مربوط به این استیبل کوین است.

## استیبل کوین ها

### پشتوانهدلار آمریکا[۱۲][۱۳][۱۴]
- تتر (USDT)
- BUSD
- TrueUSD
- دلار جمینای (GUSD)
- (USDCoin)
- پاکسوس (Pax Dollar)
- دای (DAI)[۱۵]

### پشتوانهاونس طلا[۱۶]
- پکس گلد (PAXG)

### پشتوانهپوند بریتانیا[۱۷]
- پوند بایننس (BGBP)

### پشتوانهیورو اروپا[۱۸]
- EURS
- EURt

### پشتوانهلیر ترکیه
- BiLira

## ریسک ها و انتقادات

### فقدان مقررات
نلی لیانگ ، معاون وزیر خزانه داری آمریکا در امور مالی داخلی به کمیته بانکداری سنا گزارش داد که رشد سریع سرمایه بازار استیبل کوین و پتانسیل آن برای نوآوری خدمات مالی نیازمند مقررات فوری کنگره است.

### عدم شفافیت
تتر در حال حاضر بزرگترین سرمایه در بازار استیبل کوین در جهان را دارد. این شرکت متهم به عدم انجام حسابرسی برای ذخایر مورد استفاده برای وثیقه کردن مقدار استیبل کوین تتر ضرب شده است.  از آن زمان تتر گزارش های تضمینی در مورد حمایت USDT منتشر کرده است؛ اگرچه برخی گمانه زنی ها همچنان ادامه دارد.

### میخ زدایی
بسیاری از پروژه ها می توانند یک محصول را ارتقا دهند و آن را یک استیبل کوین بنامند. بنابراین، علیرغم نام، بسیاری از استیبل کوین‌ها از لحاظ تاریخی فاقد ثبات بوده‌اند، زیرا دارایی‌های دیجیتالی را می‌توان با استانداردهای مختلف ساخت. استیبل کوین‌هایی مانند TerraUSD، USDD، DEI و دیگران تنها در سال ۲۰۲۲ به صفر سقوط کردند.

### نگرانی های دیگر
تحقیقات جان ام گریفین و امین شمس از دانشگاه های تگزاس و اوهایو ایجاد تتر بدون پشتوانه را به افزایش قیمت بیت کوین در سال ۲۰۱۷ نسبت دادند. پس از آن تحقیقات شواهد کمی نشان داد که رویدادهای ضرب دلاری تتر بر ارزش بیت کوین تأثیر گذاشته است، مگر اینکه توسط نهنگ ها بوده باشد.